# Porodica Soprano
Porodica Soprano (engl. The Sopranos) američka je televizijska serija autora i izvršnog producenta Dejvida Čejsa. Radnja serije prati život Entonija Tonija Soprana (Džejms Gandolfini), šefa italijanske mafijaške porodice Dimeo (kasnije Soprano) u Nju Džerziju i njegove poteškoće da održi balans između svog porodičnog života i poslovne karijere u mafijaškoj organizaciji čiji je član. Serija takođe prati živote članova Tonijeve porodice ali i njegovih poslovnih saradnika. Između ostalih, tu su žena Karmela (Idi Falko), deca Medous (Džejmi-Lin Sigler) i Entoni Mlađi (Robert Ajler), ujak Džunior (Dominik Kijanesi) i rođak Kristofer Moltisanti (Majkl Imperioli), kao i članovi njegove mafijaške grupe Silvio Dante (Stiven van Zant) i Poli Goltijeri (Toni Siriko). Zbog velikog broja problema u svom životu i učestalih napada panike, Toni se za profesionalnu pomoć obraća psihijatru dr Dženifer Melfi (Lorejn Brako), koja je takođe jedan od glavnih likova.
Serija ima šest sezona, odnosno osamdeset i šest epizoda i emitovana je od 10. januara 1999. do 10. juna 2007. godine na HBO televiziji. Ostvarivši veliki komercijalni i kritički uspeh, „Porodica Soprano“ je jedna od najuspešnijih serija u istoriji kablovske televizije. Poznata je po visokom kvalitetu na svim nivoima produkcije, a često je hvaljena za scenario i glavne uloge. Osvojila je brojne nagrade, uključujuću 21 Emi i 5 Zlatnih Globusa. Kao jedan od najpoznatijih proizvoda popularne kulture dvehiljaditih godina, serija je postala predmet mnogih analiza, kontroverzi, i parodija a proširila se i na knjige, video-igre, muzička izdanja i niz drugih komercijalnih proizvoda.
U martu 2018, New Line Cinema je najavio da je kupio film sa detaljima o pozadini serije Porodica Soprano, smešten u šezdesete i sedamdesete godine tokom, i nakon, nereda u Njuarku. Film iz 2021. godine, Mafijaški sveci Njuarka, napisali su Dejvid Čejs i Lorens Koner, a režirao ga je Alan Tejlor. Glavnu ulogu igra Majkl Gandolfini, sin glumca koji igra Tonija Soprana, kao mladi Toni Soprano.

## Produkcija

### Koncept
Priča o porodici Soprano na početku je bila ideja za igrani film o „mafijašu na terapiji koji ima problema sa svojom majkom“. Nakon konsultovanja sa svojim menadžerom, Lojdom Braunom, Dejvid Čejs je odlučio da je prilagodi za televizijsku seriju. Crpeći ideje iz svog privatnog života i iskustva odrastanja u Nju Džerziju, Čejs je izjavio da je pokušao da „dinamiku svoje porodice prilagodi mafijašima“. Tako je na primer lik Livije Soprano, Tonijeve majke, rađen po uzoru na majku Dejvida Čejsa, a Tonijevi dijalozi sa dr Melfi su takođe inspirisani Čejsovim razgovorima sa sopstvenim psihijatrom. S obzirom da je odrastao uz gangsterske filmove kao što je „Državni neprijatelj“ i krimi seriju „Nesalomivi“, Čejs je dobio želju da istraži teme kao što su identitet Amerikanaca italijanskog porekla i prirodu nasilja. Serija je delimično inspirisana i mafijaškom porodicom DeCavalcante, koja je važila za najmoćniju mafijašku porodicu u organizovanom kriminalu Nju Džerzija u vreme Čejsovog odrastanja. Čejs je izjavio da su američki dramaturzi Artur Miler i Tenesi Vilijams uticali na njegovo pisanje serije a italijanski reditelj Federiko Felini na kinematografski stil serije. Kao i većina likova u seriji i Dejvid Čejs je Amerikanac italijanskog porekla. Njegov porodično prezime je DeCesare.
| „                                                              | Rekao sam sebi, ovo je serija o čoveku koji puni 40 godina. Nasledio je posao od svog oca. Pokušava da ga osavremeni. On ima sve odgovornosti koje idu uz to. Ima oholu majku čiji uticaj još uvek pokušava da izbegne. Iako voli svoju ženu, imao je aferu. Ima dvoje dece tinejdžera, i muči se sa realnošću onoga što to predstavlja. On je anksiozan; depresivan je; počinje da ide kod terapeuta zato što pokušava da nađe smisao svog života. Pomislio sam: jedina razlika između njega i svih ljudi koje poznajem je ta što je on Don Nju Džerzija. | ” |
| — Kris Albreht, predsednik programa HBO televizije, 1995–2002, | |   |

Godine 1997. Čejs je ponudio pilot epizodu serije HBO kanalu nakon što ga je odbio FOX. Iako HBO važi za jedan od najliberalnijih kablovskih TV kanala u SAD, nije bilo lako postići konsenzus oko emitovanja serije koja se bavi životom savremene italijanske mafije u Americi, tako da je između snimanja pilot epizode i konačnog zelenog svetla za ostatak prve sezone, prošlo čitave dve i po godine. Čejs je u međuvremenu počeo da razmišlja o snimanju filma pošto je bio ubeđen da, ako mu i HBO odbije seriju, nema smisla ići na vrata ostalih TV stanica.
U decembru 1997. godine HBO je odlučio da producira seriju i naručio još 12 epizoda za prvu sezonu a serija je premijerno počela da se prikazuje 10. januara 1999. na HBO kanalu.

### Kasting
Kao i većina likova koje glume, mnogi glumci iz serije su Amerikanci italijanskog porekla. Veliki broj članova glumačke postave sarađivao je zajedno na filmu i televiziji pre rada na „Porodica Soprano“. U seriji se pojavljuje veliki broj glumaca koji su glumili u kriminalističkom filmu „Dobri momci“ Martina Skorsezea uključujući i glavne glumce Lorejn Brako, Majkl Impreiolija, i Tonija Sirika. Osam glumaca iz serije takođe se pojavljuje u komediji iz 1999. „Plavooki Miki“.
Kada je glavna glumačka ekipa okupljena radi audicije i čitanja teksta, glumci često nisu znali da li su se Čejsu dopala njihova izvođenja ili ne. Majkl Imperioli, koji je pobedio nekoliko glumaca u konkurenciji za ulogu Kristofera Moltisantija, je izjavio da Čejs ima pokeraški izraz lica, da je imao osećaj da nije usresređen na njega, i da mu je često tražio da pročita tekst opet, što je obično znak da nešto nije u redu. Iako je mislio da neće dobiti ulogu i da ga producenti neće kontaktirati, dobio je poziv kojim je obavešten da je uloga njegova. Dejvid Čejs je izjavio da je želeo Imperiolija zato što je bio u „Dobrim momcima“. Džejms Gandolfini je pozvan na audiciju za ulogu Tonija Soprana nakon što je direktorka za kasting Suzan Ficdžerald videla kraći snimak njegove glume u filmu True Romance iz 1993. Lorejn Brako, koja je igrala Keren Hil, ženu mafijaša u „Dobrim momcima“, prvobitno je dobila ponudu za ulogu Karmele Soprano. Umesto te, izabrala je ulogu dr Dženifer Melfi zato što je želela da proba nešto drugačije i zato što je osećala da bi ta uloga bila veći izazov za nju. Glumac Toni Siriko, koji je i u privatnom životu bio povezan sa organizovanim kriminalom, prihvatio je ulogu Polija Goltijerija pod uslovom da njegov lik u seriju ne bude „krtica“. Čejs je pozvao muzičara Stivena van Zanta (poznatog kao gitarista u E Street bendu Brusa Springstina) na audiciju za svoju seriju nakon što ga je video uživo na jednom muzičkom festivalu i bio fasciniran njegovom pojavom. Van Zant, koji nikada ranije nije glumio, pristao je da glumi u seriji kao mafijaški savetnik (consigliere) Silvio Dante a njegova supruga u pravom životu Maurin je izabrana za ulogu njegove žene u seriji, Gabrijele.
Sa izuzetkom Lorejn Brako (bila je nominovana za Oskara za svoju ulogu u „Dobrim momcima“), Dominika Kijanizija (poznat po ulozi u filmu „Kum 2“, i radu u pozorištu) i Nensi Marčand (dobitnica Emija za ulogu u seriji Lou Grant), glumačka postava debitantske sezone serije bila je većinom sastavljena od nepoznatih glumaca. Nakon ogromnog uspeha serije, mnogi članovi glumačke ekipe su bili hvaljeni za svoje glumačke sposobnosti i dobijali ogromnu popularnost zahvaljujući svojim izvođenjima. U sezonama serije koje su sledile viđeni su i poznati glumci (Džo Pantolijano, Robert Lođa, Stiv Busemi, Frenk Vinsent) kako se pridružuju glavnoj ekipi zajedno sa dobro poznatim glumcima koji su se vraćali u svojim ulogama kao što su Piter Bogdanovič, Džon Herd, Robert Patrik, Piter Regert, Anabela Šjora, i Dejvid Stratern. Nekoliko poznatih glumaca pojavilo se samo u jednoj ili dve epizode kao što su Čarls S. Duton, Ken Leung, Ben Kingsli, Loren Bakol, Danijel Boldvin, Tim Kang, Elijas Koteas, Anet Bening, Sidni Polak i Burt Jang.

### Ekipa
Tvorac serije i izvršni producent Dejvid Čejs bio je glavni pisac svih 6 sezona. Bio je ozbiljno uključen u produkciju svake epizode a zapamćen je kao zahtevan i specifičan producent koji voli da ima kontrolu. Pored toga što je pisao ili učestvovao u pisanju 2–7 epizoda po sezoni, Čejs je nadgledao svaku montažu, konsultovao se sa rediteljima, davao glumcima motivaciju, odobravao izbore kastinga i dizajn setova i prepravljao scenarije epizoda koje su napisali drugi scenaristi. I Bred Grej je bio izvršni producent zajedno sa Čejsom, ali nije imao kreativnu ulogu u seriji. Mnoge članove kreativnog tima koji su radili na „Porodici Soprano“ lično je izabrao Dejvid Čejs. Neki su bili njegove kolege i stari prijatelji dok su drugi izabrani nakon intervjua koje su sprovodili producenti serije.
Mnogi od scenarista serije su radili na televiziji pre nego što su postali deo tima koji piše „Porodicu Soprano“. Bračni par scenarista Robin Grin i Mišel Burges, koji su radili kao pisci i producenti serije od prve do pete sezone, prethodno su radili sa Čejsom na seriji Northern Exposure. Terens Vinter, koji se priključio ekipi za vreme produkcije druge sezone, dve godine je studirao pravo pre nego što se odlučio da započne karijeru scenariste. Čejsovu pažnju na sebe je skrenuo preko pisca Franka Renzulija. Metju Vejner, pisac i producent pete i šeste sezone serije, napisao je probni scenario za seriju Mad Men 2000. godine. Scenario je došao do Čejsa koji je, nakon čitanja, bio toliko impresioniran da je Vejneru odmah ponudio posao scenariste za „Porodicu Soprano“. Članovi glumačke ekipe Majkl Imperioli i Toni Kalem, koji glume Kristofera Moltisantija i Endži Bonpensero, respektivno, takođe su pisali scenarije za neke epizode serije. Imperioli je napisao pet epizoda za sezone dva, tri, četiri i pet a Kalem jednu u sezoni pet. Ostali scenaristi serije koji su zapošljavani u toku njenog emitovanja su Frenk Renzuli, Tod A. Kesler (poznat kao kokreator serije Damages), tim pisaca Dijen Frolov i Endru Šnajder (kreatori serije Easy Money) i Lorens Koner, koji je sa Čejsom stvorio seriju Almost Grown 1988. godine. Ukupno 22. osobe su učestvovale u pisanju „Porodice Soprano“. Najzastupljeniji pisci serije su Čejs (30 epizoda), Vinter (25 epizoda), Grin i Burges (22 epizode), Vejner (12 epizoda) i Renzuli (9 epizoda).
Pre režiranja „Porodice Soprano“, mnogi režiseri su radili na drugim televizijskim serijama i nezavisnim filmovima. Najčešći režiseri serije su Tim van Paten (20 epizoda), Džon Paterson (13 epizoda), Alen Koulter (12 epizoda), i Alan Tejlor (9 epizoda). Članovi glumačke postave Stiv Busemi i Piter Bogdanovič su takođe režirali neke epizode serije. Čejs lično je režirao dve, prvu i poslednju epizodu serije.

### Setovi i lokacije
Većina scena u seriji koje se dešavaju na otvorenom prostoru su snimane u Nju Džerziju, gde se radnja serije i odigrava. Po rečima Dejvida Čejsa, snimanje scena na lokacijama u Nju Džerziju doprinosi uverljivosti, ali i pomaže glumcima. Jer činjenica da snimaju na mestima na kojima njihovi likovi i treba da budu u tom trenutku, puno znači, bilo da snimate seriju ili film.
Kuća porodice Soprano nalazi se u Kaldvelu (Nju Džerzi), a njen graditelj i vlasnik i danas živi u njoj. Za nju se često kaže da je „najpoznatije dvorište u Nju Džerziju“ Inače, ova kuća je korišćena samo za snimanje scena eksterijera, dok su scene koje se dešavaju unutar Tonijeve kuće snimane ili u studiju, ili u drugoj kući koja je takođe u privatnom vlasništvu i koja se nalazi u Severnom Kaldvelu. Tačna lokacija je na zahtev HBO-a ostala tajna.
Striptiz klub Bada Bing, koji je u seriji u vlasništvu Silvija Dantea i u kome Tonijeva ekipa provodi dosta vremena, u realnom životu je noćni klub po nazivu Satin Dollsi i nalazi se na Putu 17. Scene Tonijeve kancelarije u klubu su, međutim, snimane u studiju. Ovaj klub je prvobitno bio restoran, a pretvoren je u noćni klub ranih šezdesetih.
Kuća u koju se u seriji doseljavaju Džoni Sak i njegova žena Đina takođe se nalazi u Kaldvelu, a kuća Livije Soprano, Tonijeve majke, u Veroni (Nju Džerzi). Scene eksterijera staračkog dom The Green Grove u koji Livija, na Tonijevo insistiranje, odlazi da živi, su snimane ispred staračkog doma Green Hill u Zapadnom Orandžu.
Mesara Satriale‘s u kojoj Toni često ima sastanke, je u stvari Centanni's Meat Market u mestu Elizabet u pilot epizodi. U ostatku serije scene ispred mesare su snimane u mestu Kerni. Nakon završetka serije, ova zgrada je srušena.
Scene serije koje se dešavaju u restoranu Vesuvio, koji je u vlasništvu Artija Buka, su u prvoj epizodi snimane u restoranu po nazivu Manolo's u Elizabetu. Kasnije u seriji, nakon što je prvi restoran izgoreo do temelja, Arti otvara novi restoran pod nazivom Nuovo Vesuvio, a scene eksterijera ovog restorana su snimane kod italijanskog restorana Punta Dura u Long Island Sitiju.
Većina scena u zatvorenom prostoru, uključujući unutrašnjost kuće Sopranovih, kancelarije u klubu Bada Bing, i kancelariju dr Mefli su snimane u studiju 10 „Silverkup Studija“, koji se nalazi u Kvinsu, Njujork.

### Muzika
Muziku za celu seriju birao je Dejvid Čejs, zajedno sa producentom Martinom Bruestleom, muzičkom urednicom Ketrin Dajak, a ponekad je konsultovan i Stiven van Zant. Muzika je obično birana nakon produciranja i montaže epizode, ali su po potrebi neke scene snimane tako da odgovaraju prethodno odabranoj muzici.
Pesmu u uvodnoj špici, Woke Up This Morning (Chosen One Mix), napisao je, remiksovao i izveo engleski muzički sastav Alabama 3. Uz nekoliko izuzetaka, različita pesma se čuje u svakoj odjavnoj špici. Mnoge pesme su ponavljane više puta u istoj epizodi, kao što je  u izvođenje grupe The Kinks u epizodi University treće sezone i Glad Tidings od Vana Morisona u epizodi All Due Respect, poslednjoj u petoj sezoni. I druge pesme su se čule više puta u toku serije. Poznat primer je Con te partirò, u izvođenju Andrea Bočelija, koja se čula više puta a vezana je za lik Karmele Soprano. Iako serija koristi mnogo ranije snimljene muzike, u poređenju sa drugim televizijskim serijama, poznata je i po nedostatku namenski komponovane muzike.
Izdata su dva soundtrack albuma koja sadrže muziku iz serije. Prvi, pod nazivom The Sopranos: Music from the HBO Original Series, izdat je 1999. godine. Na njemu se nalazi izbor pesama iz prve dve sezone a dostigao je 54 mesto na Bilbordovoj listi 200 singlova. Druga soundtrack kompilacija, nazvana The Sopranos: Peppers & Eggs: Music from the HBO Original Series, izdata je 2001. godine. Ovaj izdanje koji obuhvata dva cd-a a sadrži pesme i odabrane dijaloge iz prve tri sezone serije. Dostigao je 38 mesto na Bilbordovoj listi.

### Uvodna špica
Scene u uvodnoj špici predstavljaju perspektivu iz Tonijevih kola na njegovom putu do kuće. Toni svojim kolima izlazi iz Linkoln tunela i ulazi u Nju Džerzi. Predeli koji se smenjuju u toku špice se kreću od urbanih predela, industrijske zone Nju Džerzija do Tonijeve kuće na periferiji. Automobil koji Toni vozi u špici je maroon 1999 Chevy Suburban
U prve tri sezone, u uvodnoj špici može se videti Svetski trgovinski centar u retrovizoru Tonijevog automobila. Posle terorističkih napada 11. septembra 2001., odnosno na početku četvrte sezone ovaj kadar je izbačen iz špice.
U izdanju iz 2010. godine magazina TV Guide, uvodna špica „Porodice Soprano“ rangirana je na 10 mesto liste najboljih uvodnih špica televizijskih serija, po izboru čitalaca.

## Uloge i likovi
U seriji se pojavljuje veliki broj različitih likova. Neki se pojavljuju samo u određenim sezonama, dok su neki prisutni u svih šest sezona i svi su stvoreni od stane Dejvida Čejsa, ukoliko suprotno nije naglašeno. Glavni likovi u seriji su:
- Toni Soprano (Džejms Gandolfini) je glavni lik serije. Na početku serije, Toni je kapetan DiMeo mafijaške porodice, najjače kriminalne organizacije u Nju Džerziju, a od druge sezone i šef iste kriminalne grupe. Toni je u „posao“ ušao zahvaljujući svom ocu, koji je bio kapetan (capo) u istoj porodici. Posle njegove smrti, Tonijevi mentori su bili očevi najbliži saradnici. Nasilje je uvek bilo sastavni deo Tonijevog odrastanja. Više puta je gledao kako njegov otac prebija ljude koji mu duguju pare (jednom prilikom je, uz Tonijevo prisustvo, jednom od dužnika satarom odsekao prst), a sa druge strane Livija, njegova depresivna i paranoična majka, mu je jednom prilikom pretila da će mu nabiti viljušku u oku. Danas, pozicija šefa porodice Toniju donosi mnogo muka. Pored svakodnevnih poslovnih problema, Toni je primoran i da planira ubistva svojih bliskih prijatelja i saradnika, zbog njihovog delovanja protiv „porodice“. Iako je sve to previše za njega, Tonijevim problemima tu nije kraj. Njih ima i u njegovom porodičnom životu, u odnosima sa svojom ženom i njihovo dvoje dece. Uzbuđenja svakodnevnog života dovode do napada panike koje Toni sve češće doživalja, i zbog kojih se obraća za pomoć psihijatru doktorci Dženifer Melfi (Lorejn Brako), sa kojom kasnije pokušava da započne ljubavnu vezu.[61]

- Karmela Soprano (Idi Falko) je Tonijeva supruga. Karmela je, za razliku od Tonija, bila primeran đak, ali je napustila školovanje da bi postala gospođa Soprano. Međutim, Karmela je bila upoznata sa gangsterskim životom i pre nego što se udala za Tonija. Naime, njen rođak je bio u mafiji a ubijen je ispred sopstvene kuće, pa nije ni čudo što joj Tonijev „posao“ nije bio stran. Svakodnevni stres, nesuglasice koje ima sa svojim mužem, kao što su košenje načela njegove profesije sa načeilima njene vere, kao i činjenica da će jednog dana verovatno postati udovica, dovode do rastavljanja sa svojim mužem i teraju Karmelu na razmišljanje o razvodu. Uprkos svemu tome, uprkos čak i obostranoj privlačnosti sa Furijom, članom Tonijeve ekipe, ona ipak shvata da joj je bolje sa Tonijem, nego bez njega. Nakon što je Toni ranjen i njegov život doveden u pitanje, ona postaje još sigurnija u svoju odluku.[62] Toni i Karmela imaju dvoje dece, Medou[63] (Džejmi-Lin Sigler) i Entonija Mlađeg[64] (Robert Ajler).

- dr Dženifer Melfi (Lorejn Brako) je Tonijev psihijatar. Dženifer živi skromnim životom, razvedena je i ima sina koji pohađa koledž. Ona je priznati psihijatar i osoba za koju niko ne bi rekao da će biti povezana sa organizovanim kriminalom. Toni, kome je trebala pomoć u vezi sa svojim napadima panike, je postao njen pacijent zahvaljujući preporuci njegovog komšije. Stres koji izaziva posao psihologa ozloglašenom kriminalcu rezultuje svakodnevnim konzumiranjem votke, kao i traženjem pomoći od svog psihijatra, koji joj prepisuje lekove koji bi trebalo da joj pomognu da se psihički stabilizuje. Iako ga se na nekim način plašila, Dženifer je u isto vreme osećala i privlačnost prema Toniju, ali nikada nija preduzela ništa povodom toga. Njihova profesionalna veza je više puta prekidana, kako od strane Tonija, tako i od Dženifer, koju na to nagovaraju prijatelji i njen psihijatar. S obzirom na otvorenost koju Toni ima prema njoj, dr Melfi je verovatno osoba koja ga najbolje poznaje.[65]

- Korado "Džunior" Soprano (Dominik Kijanizi) je Tonijev ujak, odnosno brat njegovog oca. Njih dvojica i Erkoli su bili sinovi Korada i Merijanđele Soprano. Korado je bio zidar ali Džunior i Đovani (poznatiji kao Džoni Boj) nisu imali nameru da nastave očev biznis, veću su napustili školu i povezali se sa DiMeo mafijaškom porodicom. Nakon odlaska Dominika Dimea na doživotnu robiju i smrti Džonija i Džekija Aprila, Džunior je postao šef organizacije, ali nije bio popularan među saradnicima. Bio je poznat kao sebični lider, što je dovelo do preuzimanja pozicije šefa od strane Tonija, koji Džuniora ostavlja u poslu samo kao figuru, odnosno metu za FBI. Uvređen i ljut, Džunior biva izmanipulisan od Tonijeve majke Livije, koja ga nagovara da ubije Tonija. Pokušaj ubistva propada a Toni izbacuje Džuniora kako iz poslovnog, tako i iz svog privatnog života. Kasnije, Džunior biva uhapšen i zatvoren u kućni prihod za vreme kog doživljava više zdravstvenih problema koji kulminiraju Alchajmerovom bolešću i gubljenjem pamćenja. U stanju paranoje i odsustva, on puca na Tonija, što ovaj jedva preživljava. Nakon toga, Džunior završava u zdravstvenoj instituciji za menatlno obelele osobe.[66]
- Kristofer Moltisanti (Majkl Imperioli) je Tonijev bratanac i Karmelin prvi rođak. Njegov otac Diki je bio jedan od Tonijevih mentora dok je bio mlađi. Nakon što je Diki ubijen, Toni je prihvatio Kristofera kao svoju odgovornost. S obzirom da se Kristofer ne seća svog oca (bio je beba kada je on ubijen), Toni je najbliže ocu što je ikada imao. Impulsivan i nepromišljen, Kristofer je često stvarao Toniju probleme. Više puta se pitao da li on stvarno pripada Tonijevom mafijaškom svetu, pa je jedno vreme razmišljao da napusti celu „priču“ i postane filmski scenarista, ali mu je Toni jasno stavio do znanja da na to zaboravi. Jedno vreme Kristofer je imao problema sa alkoholokm i heroinom i to u toj meri da je ugrožavao poslove „porodice“. Iako ga je stric Džunior savetovao da ga „oslobodi muka“, Toni odlučuje da Kristofera pošalje na rehabilitaciju, nakon koje on, uz manje ispade, uspeva da pobedi zavisnost.[67] Veći deo serije Krostofer je u vezi sa Adrijanom la Servom[68] (Drea de Mateo).
- Silvio Dante (Stiven van Zant) je Tonijev savetnik (consigliere) i jedan od najbližih poslovnih saradnika. Iako je kao mali želeo da postane pevač, Silvio je završio u mafiji. Vodio je više noćnih klubova a trenutno je vlasnik kluba Bada Bing u kome se Toni i njegova „ekipa“ često sastaju i ugovaraju poslove. Kao i većina Tonijevih bliskih saradnika, i Silvio je u organizovanom kriminalu veći deo svog života. U privatnom životu, on je porodični čovek; živi sa ženom Gabrijelom i njihovom ćerkom. Za razliku od Tonija, Silvio nije rob svojih impulsivnog temperamenta , već je uglavnom objektivan, razuman, i sposoban da situaciju sagleda iz svih uglova i nakon toga Toniju da odgovarajući savet. Ne računajući igranje pokera (zna da se iznervira ako ne pobeđuje), Silvio je poznat kao čovek koji retko ne drži stvari pod kontrolom. Za vreme Tonijeve kome, on je bio taj koji je vodio poslove „porodice“, i u tom periodu je svojoj ženi otkrio da je, u vreme kada je Toni proglašen za šefa organizacije, i on razmatran za tu poziciju.[69]
- Poli Goltijeri (Toni Siriko) je takođe jedan od Tonijevih bližih saradnika. Već sa devet godina je na smrt prebio vršnjaka i na taj način počeo svoju „karijeru“. Sledećih nekoliko godina je proveo po maloletničkim popravnim domovima, a sa 17 godina je postao štićenik Tonijevog oca, u čijoj organizaciji je neprestano napredovao i bio stalan, ne računajući odlazak u vojsku i povremene odlaske u zatvor. Poli je među svojim saradnicima poznat kao osoba nasilnog temperamenta, a po nekima je i mentalno nestabilan. Polijeva filozofija života je jednostavna: dok god svi koji treba da zarađuju za njega, to i rade, on će zarađivati za Tonija, i sve će biti u redu. Međutim, nakon nekih Tonijevih odluka, Poli je bio primoran da preispita svoje poglede na svet. Čak je razmišljao i da pređe u porodicu Lupertaci koja je stacionirana u Njujorku, ali nakon što je šef porodice Karmajn Lupertaci izjavio da ne zna ni ko je on, Poli se predomislio i odlučio da ostane sa Tonijem, a njihovo prijateljstvo je ojačao kovertom punom para. Odnos sa njegovom majkom mu stvara probleme u privatnom životu, a oni postaju još ozbiljniji nakon što mu je dijagnoziran rak prostate.[70]

Manje zastupljeni, ali vrlo bitni likovi u seriji i ostali članovi Tonijeve porodice, kao i neki poslovni saradnici. Od Tonijevih srodnika tu su: majka Livija (Nensi Marčand), sestra Dženis (Aida Turturo), i rođak Toni Blundeto (Stiv Busemi). I Livija i Dženis su manipulatori koji imaju emotivnih problema i koji zadaju Toniju glavobolje gotovo svakodnevno. Toni Blundeto u toku serije izlazi iz zatvora odlučan da prekine sve veze koje je imao sa mafijom, ali mu to ne ide od ruke.
Uži krug ljudi u Tonijevoj DiMeo mafijaškoj porodici uključuje Salvatorea "Big Pusi" Bonpensijera (Vinsent Pastore), Patsija Parisija (Dan Grimaldi), i Furija Đuntu (Federiko Kastelućio). Pored njih, tu su i Bobi "Bakala" Bakalijeri (Stiven R. Širipa), Riči April (Dejvid Proval), Ralf Sifareto (Džo Pantolijano), Eudžin Pontesorvo (Robert Funaro) i Vito Spatafore (Džozef R. Ganaskoli).
Prijatelji Soprano familije su Herman "Heš" Rabkin (Džeri Adler), Rozali April (Šeron Anđela), Arti Buko (Džon Ventimiglija) i Šarmejn Buko (Ketrin Nardući). Heš je Tonijev prijatelj koji je radio za njegovog oca a Rozali je udovica Džekija Aprila, prethodnog šefa DiMeo porodice i Karmelina prijateljica. Endži je žena Salvatorea Bonpensijera a Arti i Šarmajn su školski prijatelji Sopranovih i vlasnici restorana .
Džon "Džoni Sak" Sakramoni (Vins Kuratola), Fil Liotardo (Frenk Vinsent) i Karmajn Lupertaci Mlađi (Rej Abruko) su likovi koji pripadaju porodici Lupertaci koja se nalazi u Njujorku, a koja deli dosta svojih poslova sa porodicom Soprano. Karmajn Lupertaci Mlađi je sin Karmajna Lupertacija, šefa Njujorške porodice. Nakon njegove smrti, šef postaje Džoni Sak, sa kojm Toni ima uglavnom dobre odnose, i koji je uvek spreman za saradnju. Nakon njegovog odlaska u zatvor, Fil Liotardo preuzima kamandu, ali za razliku od Džona Sakramonija, on nema tako dobre odnose sa Tonijem, pa njih dvojica često upadaju u međusobne konflikte.

## Sinopsis

### Sezona 1
Na početku serije Toni Soprano doživljava napad panike zbog kojeg pada u nesvest. Nakon toga odlučuje da potraži pomoć putem terapije sa dr Dženifer Melfi. Kroz priču se postepeno otkrivaju detalji o Tonijevom odrastanju, odnosno kako je očev uticaj najviše pomogao njegovom gangsterskom razvoju, ali i kako je Tonijeva majka, Livija, bila osvetoljubiva i kako je možda patila od poremećaja ličnosti. Dalje se može videti i njegov komplikovani odnos sa svojom ženom Karmelom, kao i njeni stavovi u pogledu muževih veza s mafijom, a zatim i životi njihove dece, Medou i Entonija Mlađeg, koji sve više bivaju svesni položaja svoga oca u mafijaškoj organizaciji.
U prvim epizodama serije, predstavljeni su i ostali likovi u seriji. Tu su Karmelin rođak Kristofer Moltisanti i njegova devojka Adrijana la Serva, zatim Tonijevi poslovni saradnici, među kojima se ističu njegov stric Džunior Soprano, Silvio Dante, Poli Goltijeri i Salvatore "Big Pusi" Bonpensijero, kao i Tonijevi i Karmelini prijatelji iz školskih dana, Arti i Šarmejn Buko koji su vlasnici restorana .
Nakon požara koji izbija u njenoj kuhinji, Toni odlučuje da Liviju smesti u starački dom, jer postaje očigledno da više ne može da živi sama. Livija se protivi Tonijevoj odluci, govoreći da se Toni prema njoj ne ponaša kao prema majci i da samo hoće da je se otarasi.
Nakon što je šef „porodice“ Džeki April preminuo od raka, Džunior je postao prvi čovek organizacije. Međutim, ostali ga doživljavaju kao umišljenog i sebičnog (u mafijaškom žargonu - „večerao je sam“) što dovodi do razmirica među podređenima. Toni odlučuje da istupi i preuzme titulu, ostavljajući Džuniora da bude samo figura i meta za FBI.
Problemi u Tonijevom životu postaju još ozbiljniji kada shvata da neko od članove njegove organizacije sarađuje sa FBI-em što može rezultovati federalnim optužbama protiv njegove „porodice“, i kada saznaje za zaveru njegovog strica Džuniora koja za cilj ima njegovu smrt, a u kojoj učestvuje i njegova majka Livija. Besan zbog Džuniorovog plana da ga ubije, Toni se sukobljava sa svojim stricem i svojom majkom odlučan da ih izbaci iz svog života, nakon čega Livija lažira psihološki uzrokovan moždani udar.
Na kraju sezone FBI hapsi Džuniora po nepoznatoj optužnici.

### Sezona 2
Činjenica da Tonijev prijatelj Pusi među članovima ekipe postaje glavni osumnjičeni za FBI-evog doušnika stvara mnogo problema za „porodicu“. Džunior izlazi iz zatvora, ali njegova uloga u organizaciji je gotovo neprimetna, sve zahvaljujući Toniju. Na početku druge sezone, iz zatvora biva pušten i Džekijev brat Riči April, koji se pokazuje kao usijana glava kad se radi o poslu. On započinje vezu sa svojom starom devojkom, Tonijevom sestrom Dženis, koja je sredinom prve sezone stigla iz Sijetla.
Toni, Kristofer i Poli odlaze u Italiju, radi poslovne posete prijateljskoj „porodici“. Nedugo nakon njihovog povratka, u Nju Džerzi iz Italije stiže i Furio Đunta koji postaje najnoviji član Tonijeve ekipe. Po povratku, Toni nastavlja svoju terapiju sa dr Melfi, koja je na kratko bila prekinuta. Dr Melfi počinje da se kaje zato što je nastavila da pomaže Toniju i da predovno konzumira votku, ne bi li lakše podnela stres koji joj posao donosi.
Kristofer, koji se sve više interesuje za karijeru filmskog scenariste, veri se sa svojom dugogodišnjom devojkom Adrijanom. Metju Bevilakva i Šon Gismonte, dvojica nižerangiranih saradnika nezadovoljni neuspehom u Tonijevoj ekipi, pokušaju steći ime tako što će ubiti Kristofera. Međutim, plan im ne uspeva; Kristofer preživljava napad (iako kritično ranjen), i ubija Šona u samoodbrani. Toni i Pusi ubrzo ubijaju Metjua ali tom činu prisustvuje svedok koji odlazi u FBI.
U međuvremenu, Džunior je smešten u kućni pritvor dok čeka suđenje. Riči, frustriran autoritetom koji Toni ima nad njim, moli Džuniora da ubije Tonija. Džunior odglumi da je zainteresovan, a nakon toga obaveštava Tonija o Ričijevim namerama, ostavivši Tonija sa još jednim nerešenim problemom. Međutim, situacija se neočekivano okrene nakon što Dženis, posle svađe za večerom, u naletu besa ubije Ričija. Toni i njegovi ljudi sakrivaju sve dokaze ubistva, a Dženis se po Tonijevom naređenju vraća u Sijetl.
Toni vremenom shvata kako je Pusi definitivno postao doušnik FBI-a. On, Silvio i Poli ubijaju Pusija na brodu, zamotavaju u lance i bacaju u more.
Istog dana, nekoliko minuta nakon što je Livija javila Karmeli da je uhapšena na aerodromu jer je avionska karta koju joj je Toni dao ukradena, FBI kreće u akciju u kojoj hapsi Tonija. Nakon kraćeg pritvora, Toni se uz pomoć svog advokata vraća kući. Sledeći dan, na proslavi mature svoje ćerke Medou, Toni doživljava još jedan napad panike nakon koga pada u nesvest.

### Sezona 3
Za razliku od Medou, koja postaje brucoškinja na univerzitetu Columbia, Entoni Mlađi nastavlja da upade u nevolje, kako u školi, tako i van nje. Karmela kreće na časove tenisa, dok je Toni zabrinut zbog činjenice da će ga Livija možda ocinkariti federalnim agentima. Međutim, drugoj epizodi sezone, Livija umire od moždanog udara.
U trećoj sezoni se, nakon dugog boravka na Floridi, u grad vraća ambiciozni Ralf Sifareto koji započinje vezu sa Rozali April, udovicom bivšeg šefa, Džekija Aprila. S obzirom na Ričijevu smrt (Toni njegovo odsustvo opravdava govreći da je verovatno otišao u program zaštite svedoka), Ralf preuzima kontrolu nad njegovom ekipom, pokazujući se kao odličan zarađivač. Iako bi po poslovnom uspehu Ralf bio idealan za napredovanje na višu poziciju, njegovo ponašanje i konflikt sa Tonijem utiče na to da Toni umesto njega, unapredi manje kvalifikovanog Điđija što dovodi do još veće tenzije između Tonija i Ralfa.
Medou, nakon završetka veze sa tamnoputim Jevrejom Noom Tanenbaumom, koji je njihovu vezu okončao zbog Tonijevog rasističkog gneva, počinje da se viđa sa Džekijem Aprilom Mlađim, sinom Rozali i Džekija Aprila. Nedugo zatim Džeki tone u život droge i kriminala, a Toni koji pokušava da deluje kao mentor na njega, postaje sve više nestrpljiv zbog Džekijevog bezobrazluka, pogotovo kad Džekijeva veza s Medou postaje ozbiljnija. Uprkos Tonijevim savetima i upozorenjima, Džeki prelazi liniju nakon što pokuša da organizuje napad na Ralfovu kartašku igru. Toni odlučuje prepustiti Ralfu odluku o kazni za Džekija Mlađeg. Uprkos svojoj ulozi oca, Ralf odlučuje da naredi Džekijevo ubistvo.
Kristofer dobija unapređenje, a Adrijana odlučuje da napusti posao u Artijevom restoranu, zbog osećanja koje on gaji prema njoj. Kuću u Nju Džerziju kupuje Džoni Sak, član mafijaške porodice Lupertaci, čije je sedište u Njujorku. U međuvremenu dr Melfi biva silovana, ali nakon dugog razmišljanja odlučuje da to ne govori Toniju, koji kasnije započinje aferu s Gloriom Trilo, koja radi kao prodavac u salonu Mercedes automobila, i koja je takođe pacijent dr Melfi.
U drogiranom i iznerviranom stanju, Ralf na smrt prebija svoju devojku Trejsi koja je u tom trenutka bila trudna sa njim. Ovo u tolikoj meri izbacuje Tonija iz takta da on krši zakon mafije i fizički napada Ralfa u prisustvu cele porodice. Nakon Điđijeve smrti, Toni ipak biva primoran da unapred Ralfa na poziciju kapetana.
Uprkos uspehu u školskoj ekipi američkog fudbala, Entoni Mlađi nastavlja upadati u nevolje što kulminira njegovim izbacivanjem iz škole, nakon čega Toni donosi odluku da ga pošalje u vojnu školu. Ipak, nakon što se Entoni Mlađi onesvesti za vreme isprobavanje svoje školske uniforme, Toni biva primoran da odustane od svoje zamisli jer otkriva da i njegov sin pati od napada panike.

### Sezona 4
U četvrtoj sezoni, Toni upućuje Kristofera na adresu čoveka koji mu je ubio oca kako bi mogao da se osveti. Adrijana saznaje da je Danijel, devojka sa kojom se od nedavno druži, u stvari agent FBI-a na tajnom zadatku.
Dženis se upušta u ozbiljnu vezu sa Ralfom, što zabrinjava Tonija, koji kasnije zajedno sa njim kupuje trkačkog konja Pie-O-My, koji im svojim pobedama donesi velike svote novca. Podšef njujorške porodice Džoni Sak pobesni nakon što čuje za Ralfovu neumesnu šalu o njegovoj ženi, i traži dozvolu za njegovo ubistvo od Karmajna Lupretacija, šefa porodice, ali biva odbijen.
Entoni Mlađi ima novo društvo i novu devojku, dok Medou pada u depresiju, izjavljujući da želi da odustane od škole i ode na putovanje po Evropi. Karmela, čija je veza s Tonijem napeta zbog finansijskih problema i Tonijeve nevere, razvija obostranu zaljubljenost s Furiom Đuintom, članom Tonijeve ekipe. Pred kraj sezone, bojeći se posledica upuštanja u vezu sa šefovom ženom, Furio se iznenada vraća kući u Italiju, ostavljajući Karmelu očajnu.
Ubrzo nakon što je Ralfov sin ozbiljno povređen u dečjoj igri, njegov i Tonijev konj umire u požaru koji je nastao u štali. Toni počinje da sumnja da je Ralf podmetnuo požar i ubio Pie-O-My da bi dobio novac od osiguravajućeg društva. Narednog jutra dolazi do sukoba između njih dvojice na kraju kog Toni ubija Ralfa.
Nakon smrti žene Bobija Bakalerija, Dženis se upušta u romantičnu vezu sa njim.
Kristoferova zavisnost o heroinu se produbljuje, što tera njegove saradnike i porodicu da organiziraju intervenciju, nakon koje ga Toni šalje u kliniku za odvikavanje, i ako mu je Džunior predlagao da ga „oslobodi muka“. Džuniorovo suđenje se poništava, jer porota nije mogla da se usaglasi oko presude.
Toniju prilazi Džoni Sak sa ponudom ubistva Karmajna Lupertacija, koju on kasnije odbija. Nakon što Tonijeva bivša ljubavnica nazove u njihov dom i pripita počne pričati detalje o njihovoj vezi, Karmela odlučuje da želi da se rastavi od Tonija. Nakon nekoliko uzastopnih sukoba i svađa, u kojima Karmela između ostalog pominje i svoja osećanja prema Furiju, Toni se seli iz kuće.

### Sezona 5
Tonijev rođak Toni Blundeto pušten je iz zatvora zajedno sa još nekim mafijašima, i u njegovu čast se organizuje zabava. Karmajn Lupertaci neočekivano umire, a kako nije imenovao naslednika, u Njujorku dolazi do borbe za prevlast između Karmajna Mlađeg i Džonija Saka.
Toni i Karmela ostaju rastavljeni, a Toni živi u staroj kući svojih roditelja sa prijateljem iz detinjstva Artijem Bukom, koga je takođe ostavila žena. Karmela, sada jedini autoritet u odnosu na Entonija Mlađeg u kući Sopranovih, postaje frustrirana jer njena pravila samo dovode to toga da je sin prezire. Dodatni problem joj stvara i povremeno pojavljivanje medveda u njenom dvorištu, zbog kojeg počinje da se plaši za njihovu bezbednost.
Toni zapošljava ćerkinog dečka Fina de Trolija na gradilište koje vodi Vito Spatafore. Jednog jutra Fin dolazi ranije na posao i zatiče Vita kako oralno zadovoljava radnika obezbeđenja. U strahu od Vita, koji želi da se druži sa njim i van posla, Fin napušta svoju poziciju na gradilištu.
I ako se trudi da izbegne povratak u organizovani kriminal, Toni Blundeto se nađe umešan u sukob suprotno Tonijevim naređenjima. Nakon što Blundeto ubije brata Fila Liotarda, Džoni Sak zahteva da ga Toni preda, kako bi Fil mogao da se osveti. Toni ovo odbija, što postaje uzrok zategnutih odnosa između dve porodice.
Za vreme Kristoferovog odsustva iz grada, Toni i Adrijana zajedno konzumiraju kokain u kancelariji njenog noćnog kluba, nakon čega dolazi do flertovanja između njih dvoje. Kasnije Toni priznaje doktorici Melfi da ga Adrijana privlači, i da bi sa njom čak mogao i zasnovati novu porodicu. Jedne noći, Toni i Adrijana u dva sata ujutru odlučuju da se odvezu u Dover kako bi kupili kokain od Adrijaninog dilera i usput doživljavaju saobraćajnu nesreću. Toni doživljava manje povrede, dok Adrijanu zadržavaju u bolnici. Nakon što od saradnika saznaje za nesreću, Kristofe počinje da sumnja da se nešto dešava između Adrijane i Tonija, i ako ga oboje uveravaju u suprotno.
Karmela odlučuje da dopusti Entoniju Mlađem da živi sa Tonijem. Ona sama se upušta u kratku vezu s Robertom Veglerom, školskim savetnikom Entonija Mlađeg koji iznenada prekine vezu posumnjavši da ga ona koristi da bi popravila sinovljeve ocene. Toni i Karmela kasnije ipak pokušavaju oživeti svoj brak a Toni obećava da će biti verniji i pristaje kupiti zemljište koje Karmela želi za gradnju kuće.
Adrijana nastavlja raditi kao doušnik FBI-a. Nakon što postane umešana u ubistvo u njenom noćnom klubu, federalni agenti joj postavljaju ultimatum: da nagovori Kristofera na saradnju ili će ići u zatvor. Ona sve priznaje Kristoferu koji iako na početku besan, kasnije postaje sve zainteresovaniji za program zaštite svedoka. Međutim, opet se predomisli i govori Toniju za Adrijanu. Toni, uz Kristoferovo odobrenje, naređuje Silviju da ubije Adrijanu.
Nakon što pritisak iz Njujorka postaje sve veći, Toni odlučuje da sam presudi svom rođaku. Nakon što ubija Tonija Blundeta, Toni pristupa Džoniju Saku kako bi okončao krvoproliće između dve porodice i nastavio s poslom. Na sastanku Džonija hapsi FBI, a Toni uspeva da pobegne.

### Sezona 6

#### Prvi deo
Na početku šeste sezone, Tonija pištoljem upuca sada već senilni i zbunjeni stric Džunior. Toni pada u komu u kojoj sanja da je biznismen na poslovnom putu, gde igrom slučaja zameni aktovku sa čovekom po imenu Kevin Finerti. Za vreme njegovog boravka u bolnici, njegova porodica neprestano provodi vreme sa njim, ali Enotniju Mlađem to mnogo teško pada, što Karmelu nervira i zbog čega traži savet od Rozali u vezi vaspitavanja svog sina. U periodu Tonijeve kome, poslove „porodice“ preuzima Silvio, dok Poli saznaje da je Nući, žena za koju je ceo svoj život verovao da mu je majka, u stvari njegova tetka. Njegova prava majka je žena za koju je verovao da mu je tetka, koja je u vreme trudnoće bila časna sestra, pa je radi izbegavanja sramote, svog sina dala sestri da ga odgaja kao svoje dete. Toni preživljava ranjavanje nakon kog menja poglede na svet, i izlazi iz bolnice rešen da promeni svoje odnose sa ljudima oko sebe. Međutim, suočen je sa nizom problema u svom poslovnom životu.
Džunior završava u psihijatrijskoj ustanovi, i ako tvrdi da nije upucao Tonija. Džoni Sak dobija dozvolu da izađe iz zatvora na šest sati kako bi prisustvovao venčanju svoje ćerke.
Nakon što je otkriveno da je Vito Spatafore homoseksualac, Fil Liotardo, trenutni šef njujorške porodice, insistira da Toni reaguje kako treba. Nakon što Toni ne učini ništa, Fil interveniše i ubija Spataforea. Tonijeva porodica obavlja osvetničko ubistvo i opet se čini kako su dve porodice na rubu opšteg rata.
Kris i Karmajn Mlađi odlaze u Los Anđeles gde pokušavaju da ubede Bena Kingslija da glumi u filmu koji planiraju da naprave, ali ne uspevaju u tome. U Los Anđelesu Kris se vraća konzumiranju alkohola i kokaina nakon čega u svoju sobi dovodi prostitutku.
Toni dobija ponudu od Džulijane Skif, trgovca nekretninama, da proda jednu od zgrada koja je u njegovom vlasništvu. Toni prvo odbija ponudu, ali nakon što počne da gaji osećanja prema Džulijani, i nakon što ona poveća svoju ponudu, on je prihvata. Sa druge strane, Entoni Mlađi odlučuje da osveti napad na svog oca, i odlazi da poseti Džuniora rešen da ga ubije nožem koji je poneo. Međutim, u trenutku kada ugleda Džuniora koji ga moli da ga odvede kući, zbunjeni Entomi Mlađi ispušta nož, nakon čega ga čuvari savladavaju. Toni odvodi Entonija Mlađeg kući iz policijske stanice u koju je priveden, zahvaljujući vezi koju ima u policiji, i govori mu da ništa ne pominjani Karmeli u vezi celog incidenta.
Nakon što saznaje da je njegova devojka Keli trudna, Kristofer odlučuje da je zaprosi i da kupi kuću u kojoj će njih dvoje živeti. U međuvremenu, Karmela sreće Liz la Servu, Adrijaninu majku, koja joj govori da je njenu ćerka nije napustila Kristofera i otišla iz grada, kako se priča, već da je Kristofer ubio Adrijanu i da su joj to rekli ljudi iz FBI-a. Karmela ovo prenosi Toniju, koji poriče sve, govoreći da bi Kristofer odavno bio uhapšen da je to istina.
I ako oženjen, Kristofer počinje da se viđa sa Džulijanom Skif, koju je upoznao na sastanku anonimnih alkoholičara. Ona ga upita kako mu se može sviđati osoba koja bi spavala s oženjenim muškarcem na šta joj on odgovara kako je na brzinu uleteo u brak sa Keli i da ne želi porodicu s njom jer ona „nema pojma ko je on“. Toni nastavlja da se udvara Džulijani, ali ga ona odbija i nastavlja aferu sa Kristoferom u kojoj oni nastavljaju konzumiranje droge.
Fil Liotardo doživljava srčani udar nakon čega biva smešten u bolnicu. Agent FBI-a obaveštava Tonija da unutrašnji izvori u FBI-u kažu kako bi se Tonijeva organizacija mogla naći na meti odmazde porodice Lupertaci. Toni odlučuje da poseti Fila u bolnici i tom prilikom mu priča o svojoj komi, otkrivši kako je bio na mestu koje više nikad ne želi da poseti. On govori Filu da mu želi brz oporavak da treba da uživa u svojim unucima i dobrim stvarima u životu, nakon čega Fil počinje plakati.

#### Drugi deo
Posle kratkog vremena provedenog u pritvoru zbog nelegalnog korišćenja oružja, Toni uz kauciju izlazi na slobodu, nakon čega on i Karmela odlaze sa Dženis i Bobijem u njihovu vikendicu na jezeru kako bi proslavili Tonijev rođendan. Za vreme partije monopola, dolazi do svađe između Tonija i Dženis nakon koje Bobi staje u odbranu svoje supruge i napada Tonija. U tuči između njih dvojice, Toni ostaje krvav da leži na podu, a kasnije priznaje Bobiju da ga je pobedio u fer tuči. Sutradan Toni, kome je sujetan povređena, znajući da Bobi nikada nije počinio ubistvo, naređuje mu da ubije šurjaka njihovog saradnika sa kojim su sklopili posao, što Bobi i čini.
Kristofer i Karmajn Mlađi uspevaju da snime horor film sa Danijelom Boldvinom u glavnoj ulozi. Boldvin glumi mafijaškog šefa a Tonija primećuje da lik na mnogo načina podseća na njega. Istu sličnost primećuje i Karmela, ali je zabrinuta jer u filmu glavni lik ima aferu sa verenicom svoga nećaka, što Karmelu podseća na Adrijanu, kao i zbog činjenice da na kraju filma Boldvinov lik biva ubijen od strane svog podređenog u organizaciji. Nakon gledanja filma, Toni priznaje doktorici Melfi da razmišlja o činjenici da Kristofer možda želi njegovu smrt.
Entonija Mlađeg ostavlja verenica, a on pada u depresiju, što kulminira njegovim pokušajem samoubistva u bazenu iza kuće, koje sprečava Toni. Nakon toga, Entoni Mlađi kreće na terapiju kod psihijatra koji mu prepisuje antidepresive. Sa druge strane, Doktorku Melfi prijatelji uveravaju da Toni ne napreduje na svojoj terapiji i da je koristi za svoje sociopatske potrebe, nakon čega mu ona otkazuje terapiju.
Nakon neuspešnog sastanka, Toni i Kristofer u povratku kući doživljavaju saobraćajnu nesreću u kojoj se njihov džip prevrće nekoliko puta i zaustavlja u livadi. Toni, koji je bio vezan sigurnosnim pojasem, pretrpi manje povrede, dok je Kristofer teško povređen. Toni, ljut, potresen i smeten, izlazi iz auta rešen da zovne policiju. Međutim, kad primeti da je u nesreći drvo probilo staklo i prošli direktno kroz dečje sedište, menja odluku. Sklapa mobilni telefon, prilazi Kristoferu i ubija ga gušenjem.
Nakon što je priznao da je kriv po svim tačkama optužnice, Džoni Sak umire u zatvorskoj bolnici od raka pluća, a Fil Liotardo konsoliduje svoju poziciju u porodici Lupertaci. Nastavljajući njihovu svađu iz prošlosti, Fil odbija da se dogovori sa Tonijem oko posla sa otpadom. Toni napada jednog od ljudi porodice Lupertaci zbog uznemiravanja Medou u jednom kafiću, što Fil koristi kao povod da krene u rat. Fil naređuje ubistvo Bobija Bakalerija, koji biva ustrijeljen na smrt, Silvia, koji završava u komi i Tonija, koji se počinje kriti. Međutim, ostatak porodice Lupertaci se složi da ignoriše naredbu za Tonijevo ubistvo te puštaju Tonija da krene na Fila. Agent FBI-a informiše Tonija o mestu na kojem se Fil skriva, nakon čega on naređuje njegovo ubistvo.
Toni počinje da sumnja da je Karlo, kapetan iz Nju Džerzija, postao doušnik da bi pomogao svom sinu koji je uhvaćen u dilovanju ekstazija. Od svog advokata, Toni saznaje da će optužnice biti podignute protiv članova obe porodice. Nakon Filove smrti i sastanka sa ostalim članovima porodice, Toni, Karmela, i Entoni Mlađi odlaze na večeru. Medou, koja parkira auto ispred restorana, uveliko kasni na večeru. Nepoznati čovek, koji je od ulaska u restoran s vremena na vreme gledao u Tonija, odlazi u toalet koji se nalazi nedaleko od stola za kojim oni sede. U trenutku kada Medou treba da uđe u restoran kadar prelazi na Tonija. Na zvuk zvona iznad ulaznih vrata, Toni baca pogled prema ulazu i u tom trenutku ekran pocrni. Nekoliko sekundi nakon toga, u tišini kreće odjavna špica koja gledaoce ostavlja u nedoumici, kada je sudbina glavnih likova u pitanju.

## Teme i karakteristike
„Porodica Soprano“ poznata je po višeznačnim scenarijima Dejvida Čejsa koji se uveliko oslanjaju na simbolizam. Čejs i ostali scenaristi su tokom serije obradili veliki broj psiholoških, filozofskih, društvenih i političkih tema.

### Snovi
Jedinstven aspekt serije su sekvence snova. Čejs, koji je napisao većinu sekvenci snova, o njima je rekao:
| „ | Te snove smo koristili kako bi unapredili pripovedačku strukturu. Na primer, epizoda „Funhouse“ je mogla biti priča u kojoj Toni dobija informacije da je Pusi doušnik i istražuje taj trag, a mi napravimo neki smešan postupak sve dok ne nađemo dokaz. A ja jednostavno nisam mogao da prođem kroz to. Ne podnosim te stvari. Zato smo odlučili kako bi bilo zanimljivije da na nekom nivou Toni zna da ga prijatelj izdaje i muka mu je od toga u kombinaciji sa pokvarenom piletinom, a njegova podsvest eruptira i daje mu tu informaciju. | ” |

Druga slavna sekvenca snova je u epizodi The Test Dream koja traje više od 20 minuta.
Šesta sezona sadrži najdužu sekvencu snova s Tonijem kao običnim čovekom koji je zamenio identitet sa izvesnim Kevinom Finertijem. U snu, Toni se zadržava u Kosta Mesi u Kaliforniji, gradu u koji je otputovao radi posla, a zbog zamene identiteta ne može da otputuje kući. Finerti je prikazan kao prodavac koji živi konzervativnim, poštenim životom.